# Festa della Madonna del Soccorso
chi Vui tiniti n'testa, 
lu populu fa la festa,
pi tutta la città.
Ch’è beddru stu stillariu, 
ch’aviti attornu attornu,
quann’è lu vostru jornu,
gran festa si farà.»
che Voi tenete in testa,
il popolo fa la festa,
per tutta la città.
Che bello questo stellario,
che avete attorno,
quand'è il vostro giorno,
grande festa si farà.»
(Inno di lode a Maria Santissima del Soccorso)
La festa della Madonna del Soccorso anche chiamata festa del 21 di agosto (festa di lu vintunu d'austu in siciliano) è la più importante festa religiosa della città di Castellammare del Golfo. Si celebra in onore della santa patrona della città, ed è una delle feste religiose cattoliche più partecipate del libero consorzio comunale di Trapani, proprio per il numero di persone che coinvolge e attira. Si svolge tutti gli anni dal 1º agosto al 21 agosto.
Viene anche celebrata negli Stati Uniti d'America grazie alla comunità castellammarese che vi ci abita.

## Storia
La festa della Madonna del Soccorso è bene ricordare che fu sposta al 21 di Agosto soltanto nel 1843. Inizialmente, infatti, fin dai tempi antichi essa veniva celebrata il giorno 8 Dicembre, solennità dell'Immacolata Concezione e successivamente dal 1777 il 15 di Agosto, solennità dell'Assunta.
Quando le festa patronale fu trasferita al 21 agosto, la tradizionale quindicina rimase inalterata e, anzi, fu allungata fino al 21 (la vintunina) e il 15 agosto cominciò a svolgersi la processione dell'Assunta, effettuata sino agli anni 60 del XX secolo.

## La festa nel passato
Il primo di Agosto di ogni anno il comune provvedeva a fissare alla testa di la cursa un'alta trave con in sommità una bandiera, annunziando in tal modo l'imminente solennità della festa patronale. Subito dopo, autorità e gran folla di popolo, attraversando il Corso Garibaldi, si recavano in pellegrinaggio alla Chiesa Madre, dove si svolgeva una solenne messa.
La festa culminava il 19, 20 e 21. In questi tre giorni alle 7 del mattino nella zona dei cerri venivano sparati 21 colpi di cannone e una volta termiti i colpi, suonavano contemporaneamente tutte le chiese della città

### Le corse dei cavalli
Le corse dei cavalli erano immancabili nei giorni della festa patronale e vennero organizzate in maniera continuativa fino all'anno 1970, precedute da pittoresche parate. Dopo questa data tale tradizione fu messa in crisi dall'autorità prefettizia. Le corse, comunque, vennero riprese nel 1988 e nel 1989. Altra corsa fu effettuata nel 1998 e le ultime furono nel 2000 e nel 2003.

## La festa ai giorni nostri
Ancora oggi, Castellammare del Golfo festeggia la sua tanto amata patrona con una suggestiva festa alla quale ricorrono genti da tutte le zone limitrofe come segno di devozione alla Vergine del Soccorso. La giornata del 19 agosto avviene la caratteristica “processione a mare” dove la Statua della Madonna viene portata in processione su una tipica barca di pescatori. Una volta imbarcata la statua farà un giro dinanzi alla costa Castellammarese, e al rientro a Cala Marina la città saluta la propria patrona con un suggestivo spettacolo pirotecnico seguito da lunghi applausi. Il 20 agosto durante il pomeriggio si svolge la tipica sfilata dei carretti Siciliani che attraversa le vie del centro storico con musica tipica siciliana animata da balletti folkloristici fino a tarda serata. Il 21 agosto, giorno della festa patronale, invece ha luogo la tradizionale processione lungo le vie del paese in un percorso che si snoderà per chilometri. Al termine giochi pirotecnici. Per tutti e tre i giorni di festa viene installata una fiera in piazza Petrolo, cuore del paese.
Di particolare importanza sono stati i festeggiamenti del 2023 in occasione del 225º anniversario dell'incoronazione della Madonna del Soccorso. I festeggiamenti iniziati, come di consueto, il 1º agosto si sono poi conclusi il 16 settembre data dell'incoronazione.
Per il motivo opposto, invece, verranno ricordati i festeggiamenti del 2024. Per la prima volta, dopo secoli, una dura ordinanza comunale ha vietato l'accensione dei ceri che da sempre caratterizzano la sacra manifestazione. Scontento popolare si è manifestato fra la popolazione locale subito dopo la processione.